# 글뢰그
글뢰그(스웨덴어: glögg, 노르웨이어·덴마크어: gløgg), 욜라글뢰그(아이슬란드어: jólaglögg) 또는 글뢰기(핀란드어: glögi)는 북유럽의 뜨거운 술이다. 과거에 스칸디나비아에서 집배원이 말이나 스키를 타고 우편물을 배달할 때 추위를 이기기 위해 양념된 증류주를 마셨던 것이 그 기원이다.

## 만들기
끓는 물에 정향, 시나몬, 생강, 오렌지 껍질, 카다멈 등 향신료를 넣고 몇 분간 끓이다가 체에 받쳐, 블랙커런트 주스와 증류주, 그리고 아몬드나 건포도 등을 넣는다.

## 같이 보기
- 글뤼바인